# Championnats nationaux de cyclisme sur route en 2021
Navigation
2020 2022
Les championnats nationaux de cyclisme sur route en 2021 commencent dès février pour l'Australie et la Nouvelle-Zélande. La plupart des championnats nationaux de cyclisme ont lieu aux mois de juin et juillet.

## Champions 2021

### Élites hommes
| Pays                            | Course en ligne                                    | Contre-la-montre                                   |
| ------------------------------- | -------------------------------------------------- | -------------------------------------------------- |
| Afrique du Sud                  | Marc Pritzen (Qhubeka)                             | Ryan Gibbons (UAE Emirates)                        |
| Albanie                         | Ylber Sefa (Tarteletto-Isorex)                     | Ylber Sefa (Tarteletto-Isorex)                     |
| Algérie                         | Azzedine Lagab (Groupement Sportif des Pétroliers) | Azzedine Lagab (Groupement Sportif des Pétroliers) |
| Allemagne                       | Maximilian Schachmann (Bora-Hansgrohe)             | Tony Martin (Jumbo-Visma)                          |
| Antigua-et-Barbuda              | Emmanuel Gayral (Terminix)                         | Robert Marsh (East Side Raiders)                   |
| Arabie saoudite                 | Mostafa Alrabie (Al-Salam Club)                    | Mohammad Al-Jaber (Al-Ettifaq Club)                |
| Argentine                       | Pablo Brun (Shania Competición)                    | Juan Pablo Dotti (SEP San Juan)                    |
| Aruba                           |                                                    | Ruson Gonzalez                                     |
| Australie                       | Cameron Meyer (BikeExchange)                       | Lucas Plapp (InForm TMX MAKE)                      |
| Autriche                        | Patrick Konrad (Bora-Hansgrohe)                    | Matthias Brändle (Israel Start-Up Nation)          |
| Azerbaïdjan                     | Musa Mikayilzade (Sərhədçi)                        | Musa Mikayilzade (Sərhədçi)                        |
| Barbade                         | Philip Clarke (Sentry Insurance)                   | Jacob Kelly (Sentry Insurance)                     |
| Belgique                        | Wout van Aert (Jumbo-Visma)                        | Yves Lampaert (Deceuninck-Quick Step)              |
| Belize                          | Justin Williams (L39ION of Los Angeles)            | Oscar Quiroz (501 Valvoline)                       |
| Bermudes                        | Dominique Mayho (VT Construction)                  | Kaden Hopkins                                      |
| Biélorussie                     | Stanislau Bazhkou (Minsk CC)                       | Yauheni Karaliok (Minsk CC)                        |
| Bolivie                         | Freddy Gonzales (Pio Rico)                         | William Rodríguez (Pio Rico)                       |
| Bosnie-Herzégovine              | Vedad Karić (BK Rotacija-SPIN)                     | Vedad Karić (BK Rotacija-SPIN)                     |
| Brésil                          | Kléber Ramos (Memorial-Santos-Fupes)               | Lauro Chaman (Memorial-Santos-Fupes)               |
| Bulgarie                        | Spas Gyurov (Snooze-VSD)                           | Spas Gyurov (Snooze-VSD)                           |
| Burkina Faso                    | Paul Daumont (AS Bessel)                           |                                                    |
| Canada                          | Guillaume Boivin (Israel Start-Up Nation)          | Hugo Houle (Israel Start-Up Nation)                |
| Chili                           | José Luis Rodríguez                                | José Luis Rodríguez                                |
| Chypre                          | Andreas Miltiadis                                  | Andreas Miltiadis                                  |
| Colombie                        | Aristóbulo Cala (Sundark Arawak Eca)               | Walter Vargas (Medellín-EPM)                       |
| Corée du Sud                    | Jang Kyung-gu                                      | Choi Sang-jin (Geumsan Insam Cello)                |
| Costa Rica                      | Jason Huertas (Colono-Specialized)                 | Jason Huertas (Colono-Specialized)                 |
| Côte d'Ivoire                   | Issiaka Cissé (Société Omnisports de l'Armée )     |                                                    |
| Croatie                         | Viktor Potočki (Ljubljana Gusto Santic)            | Toni Stojanov                                      |
| Curaçao                         | Gyasi Sulvaran                                     | Maximiliaan Janssen                                |
| Danemark                        | Mads Würtz Schmidt (Israel Start-Up Nation)        | Kasper Asgreen (Deceuninck-Quick Step)             |
| Émirats arabes unis             | Yousif Mirza (UAE Emirates)                        | Yousif Mirza (UAE Emirates)                        |
| Équateur                        | Alexander Cepeda (Androni Giocattoli-Sidermec)     | Jorge Luis Montenegro (Movistar Team Ecuador)      |
| Érythrée                        | Dawit Yemane (Asbeco)                              | Merhawi Kudus (Astana-Premier Tech)                |
| Espagne                         | Omar Fraile (Astana Premier tech)                  | Ion Izagirre (Astana Premier tech)                 |
| Estonie                         | Mihkel Räim (HRE Mazowsze Serce Polski)            | Rein Taaramäe (Intermarché-Wanty-Gobert Matériaux) |
| Eswatini                        | Muzi Shabangu (MTN Khemani)                        |                                                    |
| États-Unis                      | Joey Rosskopf (Rally Cycling)                      | Lawson Craddock (EF Education-Nippo)               |
| Éthiopie                        | Hailemelekot Hailu                                 | Hailemelekot Hailu                                 |
| Fidji                           | Ilaitia Nainoco                                    | Jone Takape                                        |
| Finlande                        | Joonas Henttala (Novo Nordisk)                     | Matti Hietajärvi (Oulu Triathlon & Cycling)        |
| France                          | Rémi Cavagna (Deuceuninck-Quick-Step)              | Benjamin Thomas (Groupama-FDJ)                     |
| Géorgie                         | Nika Sitchinava                                    | Nika Sitchinava                                    |
| Grande-Bretagne                 | Ben Swift (Ineos Grenadiers)                       | Ethan Hayter (Ineos Grenadiers)                    |
| Grèce                           | Georgios Boutopoulos (ASK Alpha)                   | Polychrónis Tzortzákis (POH Talos)                 |
| Grenade                         | Tevin Hueton                                       | Tessimy Viechweg                                   |
| Guatemala                       | Rony Julajuj (Ópticas de Luxe-Ninosport)           | Manuel Rodas (Decorabaños-AC Quetzaltenango)       |
| Guyana                          | Romello Crawford (CRCA-Jamison-Cannondale)         | Raynauth Jeffrey (CRCA-Foundation)                 |
| Honduras                        | Luis López (Ópticas de Luxe-Ninosport)             | Fredd Matute                                       |
| Hongrie                         | Viktor Filutás (Giotti Victoria-Savini Due)        | Erik Fetter (Eolo-Kometa)                          |
| Inde                            | Sahil Kumar (SSCB)                                 | Naveen John (Karnataka)                            |
| Indonésie                       | Muhammad Abdurrohman (KFC)                         | Odie Setiawan (KFC)                                |
| Iran                            | Saeid Safarzadeh (Omidnia Mashhad)                 | Behnam Ariyan                                      |
| Irlande                         | Ryan Mullen (Trek-Segafredo)                       | Ryan Mullen (Trek-Segafredo)                       |
| Islande                         | Ingvar Ómarsson (Breiðablik)                       | Rúnar Örn Ágústsson (Tindi)                        |
| Israël                          | Vladislav Logionov (Club 500 Watt)                 | Omer Goldstein (Israel Start-Up Nation)            |
| Italie                          | Sonny Colbrelli (Bahrain Victorious)               | Matteo Sobrero (Astana Premier Tech)               |
| Jamaïque                        | Alex Morgan                                        | Phillip McCatty                                    |
| Japon                           | Keigo Kusaba (Aisan Racing)                        | Nariyuki Masuda (Utsunomiya Blitzen)               |
| Kazakhstan                      | Yevgeniy Fedorov (Astana Premier Tech)             | Daniil Fominykh (Almaty)                           |
| Kosovo                          | Alban Delija (KÇ Gjakova)                          | Alban Delija (KÇ Gjakova)                          |
| Lesotho                         | Teboho Khantsi                                     |                                                    |
| Lettonie                        | Toms Skujiņš (Trek-Segafredo)                      | Toms Skujiņš (Trek-Segafredo)                      |
| Liban                           | Jihad Al Ahmad (Al Ghazal Club)                    | Karim Chehade (Aley Biking Club)                   |
| Libye                           |                                                    |                                                    |
| Lituanie                        | Ignatas Konovalovas (Groupama-FDJ)                 | Evaldas Šiškevičius (Delko)                        |
| Luxembourg                      | Kevin Geniets (Groupama-FDJ)                       | Kevin Geniets (Groupama-FDJ)                       |
| Macédoine du Nord               | Predrag Dimevski                                   | Andrej Petrovski                                   |
| Malaisie                        | Mohamad Saari Amri Abd Rasim (Sapura)              | Nur Aiman Rosli (Sapura)                           |
| Mali                            | Bréhima Diarra (USFAS)                             |                                                    |
| Malte                           | Pierre Borg (Mosta AF Sing Studio)                 | Etienne Bonello                                    |
| Maurice                         | Alexandre Mayer (BRSC-CSI Energy)                  | Christopher Lagane (Faucon Flacq SC-KFC)           |
| Mexique                         | Eder Frayre (Legión Baja California)               | Ignacio Prado (Canel´s-ZeroUno)                    |
| Moldavie                        | Andrei Sobennicov                                  | Cristian Raileanu                                  |
| Mongolie                        | Enkhtaivan Bolor-Erdene                            | Maral-Erdene Batmunkh                              |
| Monténégro                      | Slobodan Milonjić (BK Džada)                       | Goran Cerović (BK Pljevlja)                        |
| Namibie                         | Drikus Coetzee (Simonis Storm-Hollard)             | Drikus Coetzee (Simonis Storm-Hollard)             |
| Nicaragua                       | David Castrillo (EDA Contractor)                   | Larry Valle (EDA Contractor)                       |
| Norvège                         | Tobias Foss (Jumbo-Visma)                          | Tobias Foss (Jumbo-Visma)                          |
| Nouvelle-Zélande                | George Bennett (Jumbo-Visma)                       | Aaron Gate (Black Spoke Pro Cycling)               |
| Oman                            | Said Al Rahbi (Al Beshaib Club)                    | Faisal Al Maamari (Oman Club)                      |
| Ouzbékistan                     | Danil Evdokimov                                    | Muradjan Halmuratov                                |
| Panama                          | Franklin Archibold (Panamá es Cultura y Valores)   | Christofer Jurado (Panamá es Cultura y Valores)    |
| Paraguay                        | Daniel Riveros (Ioio)                              | Daniel Riveros (Ioio)                              |
| Pays-Bas                        | Timo Roosen (Jumbo-Visma)                          | Tom Dumoulin (Jumbo-Visma)                         |
| Pérou                           | Robinson Ruiz (Romero 33)                          | Robinson Ruiz (Romero 33)                          |
| Pologne                         | Maciej Paterski (Voster ATS)                       | Maciej Bodnar (Bora-Hansgrohe)                     |
| Porto Rico                      | Abner González (Movistar)                          | Abner González (Movistar)                          |
| Portugal                        | José Neves (W52-FC Porto)                          | João Almeida (Deuceuninck-Quick-Step)              |
| Qatar                           | Abdullah Afif (Doha)                               | Fadhel Al Khater (Rasen Adventure Shop)            |
| République dominicaine          |                                                    |                                                    |
| République tchèque              | Michael Kukrle (Elkov-Kasper)                      | Josef Černý (Deceuninck-Quick Step)                |
| Roumanie                        | Serghei Țvetcov (CSA Steaua)                       | Serghei Țvetcov (CSA Steaua)                       |
| Russie                          | Artem Nych (Gazprom-RusVelo)                       | Aleksandr Vlasov (Astana-Premier Tech)             |
| Saint-Martin                    | Mark Maidwell                                      | Mark Maidwell                                      |
| Saint-Vincent-et-les-Grenadines | Cammie Adams                                       | Cammie Adams                                       |
| Salvador                        | Carlos Alvergue (Velo Cycling Team)                | Raúl Monroy                                        |
| Sénégal                         | Jean Ousmane Sené (VC Abdoulaye Thiam)             |                                                    |
| Serbie                          | Dušan Rajović (Delko)                              | Ognjen Ilić (CCN Metalac)                          |
| Singapour                       |                                                    | Yeo Boon Kiak                                      |
| Slovaquie                       | Peter Sagan (Bora-Hansgrohe)                       | Ronald Kuba (Brigetio Kerékpáros Sporteg)          |
| Slovénie                        | Matej Mohorič (Bahrain Victorious)                 | Jan Tratnik (Bahrain Victorious)                   |
| Suède                           | Victor Hillerström Rundh (CK Hymer)                | Hugo Forssell (Motala AIF CK)                      |
| Suisse                          | Silvan Dillier (Alpecin-Fenix)                     | Stefan Küng (Groupama-FDJ)                         |
| Taïwan                          | Feng Chun-kai (Bahrain Victorious)                 | Feng Chun-kai (Bahrain Victorious)                 |
| Thaïlande                       | Sarawut Sirironnachai (Thailand Continental)       | Peerapol Chawchiangkwang (Thailand Continental)    |
| Turquie                         | Onur Balkan (Salcano-Sakarya BB)                   | Ahmet Örken                                        |
| Ukraine                         | Andrii Ponomar (Androni Giocatolli-Sidermec)       | Mykhaylo Kononenko                                 |
| Uruguay                         | Roderick Asconeguy (Fénix)                         |                                                    |
| Venezuela                       | Luis Gómez (Atlético Venezuela)                    | Jeison Rujano (Osorio Grupo Ciclismo)              |
| Viêt Nam                        | Hoàng Giang Nguyễn                                 | Trường Tài Nguyễn                                  |
| Zimbabwe                        |                                                    | Andrew Chikwaka                                    |

### Élites femmes
| Championnats nationaux | Championnats nationaux                                     | Championnats nationaux                                    | Championnats nationaux |
| Pays                   | Course en ligne                                            | Contre-la-montre                                          |                        |
| ---------------------- | ---------------------------------------------------------- | --------------------------------------------------------- | ---------------------- |
| Afrique du Sud         | Hayley Preen                                               | Candice Lill                                              |                        |
| Algérie                | Yasmine Elmeddah                                           | Yasmine Elmeddah                                          |                        |
| Allemagne              | Lisa Brennauer (Ceratizit-WNT Pro Cycling)                 | Lisa Brennauer (Ceratizit-WNT Pro Cycling)                |                        |
| Antigua-et-Barbuda     | Vanessa Kelsick                                            | Lindsay Duffy                                             |                        |
| Argentine              | Maria Mercedes Fadiga (Weber La Segunda Ladies Power Team) | Barbara Malaspina                                         |                        |
| Australie              | Sarah Roy (Team BikeExchange)                              | Sarah Gigante (Tibco-Silicon Valley Bank)                 |                        |
| Autriche               | Kathrin Schweinberger (Doltcini-Van Eyck-Proximus)         | Anna Kiesenhofer                                          |                        |
| Azerbaijan             | Ayan Khankishiyeva                                         | Ayan Khankishiyeva                                        |                        |
| Barbade                | Amber Joseph (L39ION of Los Angeles)                       | Amber Joseph (L39ION of Los Angeles)                      |                        |
| Belgique               | Lotte Kopecky (Liv Racing)                                 | Lotte Kopecky (Liv Racing)                                |                        |
| Belize                 | Alicia Thompson                                            | Nicole Gallego                                            |                        |
| Biélorussie            | Tatsiana Sharakova (Minsk Cycling Club)                    | Tatsiana Sharakova (Minsk Cycling Club)                   |                        |
| Bosnie-Herzégovine     | Martina Condra                                             | Martina Condra                                            |                        |
| Brésil                 | Ana Paula Polegatch (Memorial Santos-Saddledrunk)          | Ana Paula Polegatch (Memorial Santos-Saddledrunk)         |                        |
| Burkina Faso           | Awa Bamogo                                                 |                                                           |                        |
| Bénin                  | Yvette Vidognonlonhoué                                     |                                                           |                        |
| Canada                 | Alison Jackson (Liv Racing)                                | Alison Jackson (Liv Racing)                               |                        |
| Chili                  | Aranza Villalón                                            | Aranza Villalón                                           |                        |
| Chypre                 | Ántri Christofórou (Centre mondial du cyclisme)            | Ántri Christofórou (Centre mondial du cyclisme)           |                        |
| Colombie               | Lorena Colmenares (Colombia Tierra de Atletas)             | Serika Gulumá (CM Inder Envigado)                         |                        |
| Corée du Sud           | Lee Eun-Hee                                                | Jieun Shin                                                |                        |
| Costa Rica             | Cristel Espinoza                                           | Milagro Mena (Servetto-Makhymo-Beltrami TSA)              |                        |
| Croatie                | Maja Perinovic (Rupelcleaning-Champion lubricants)         | Mia Radotić                                               |                        |
| Curaçao                | Carina Bergmann                                            | Carina Bergmann                                           |                        |
| Danemark               | Amalie Dideriksen (Trek-Segafredo)                         | Emma Norsgaard (Movistar Team)                            |                        |
| Équateur               | Miryam Núñez (Liro Sport-El Faro)                          | Miryam Núñez (Liro Sport-El Faro)                         |                        |
| Érythrée               | Bisrat Ghebremeskel                                        | Adiam Tesfalem Ande                                       |                        |
| Espagne                | Mavi García (Alé BTC Ljubljana)                            | Mavi García (Alé BTC Ljubljana)                           |                        |
| Estonie                | Aidi Gerde Tuisk (Eneicat-RBH)                             | Mari-Liis Mõttus                                          |                        |
| États-Unis             | Joyce Calma                                                | Chloé Dygert (Canyon-SRAM Racing)                         |                        |
| Finlande               | Antonia Gröndahl (Rupelcleaning-Champion lubricants)       | Tiina Pohjalainen                                         |                        |
| France                 | Évita Muzic (FDJ-Nouvelle Aquitaine-Futuroscope)           | Audrey Cordon-Ragot (Trek-Segafredo)                      |                        |
| Grèce                  | Varvara Fasoi (Eneicat-RBH)                                | Michali Tsavari Eleni                                     |                        |
| Guatemala              | Gabriela Soto                                              | Gabriela Soto                                             |                        |
| Hongrie                | Blanka Vas (Doltcini-Van Eyck-Proximus)                    | Blanka Vas (Doltcini-Van Eyck-Proximus)                   |                        |
| Iran                   | Somayeh Yazdani (Vib Sports)                               | Mandana Dehghan                                           |                        |
| Irlande                | Imogen Cotter (Keukens Redant)                             | Joanna Patterson                                          |                        |
| Israël                 | Omer Shapira (Canyon-SRAM Racing)                          | Rotem Gafinovitz (Instafund Racing)                       |                        |
| Italie                 | Elisa Longo Borghini (Trek-Segafredo)                      | Elisa Longo Borghini (Trek-Segafredo)                     |                        |
| Japon                  | Miki Uetake                                                | Shoko Kashiki (Team Illuminate)                           |                        |
| Kazakhstan             | Makhabbat Umutzhanova                                      | Rinata Sultanova                                          |                        |
| Lettonie               | Lina Svarinska (Servetto-Makhymo-Beltrami TSA)             | Dana Rožlapa                                              |                        |
| Lituanie               | Inga Čilvinaitė (Aromitalia-Basso Bikes-Vaiano)            | Inga Čilvinaitė (Aromitalia-Basso Bikes-Vaiano)           |                        |
| Luxembourg             | Christine Majerus (SD Worx)                                | Christine Majerus (SD Worx)                               |                        |
| Malaisie               | Nurul Alissa Mohamad Azman                                 | Siti Nur Adibah Akma Mohammed Fuad                        |                        |
| Mexique                | Lizbeth Salazar (A.R. Monex Women's)                       | Yareli Acevedo                                            |                        |
| Mongolie               | Solongo Tserenlkham                                        | Anujin Jinjiibadam                                        |                        |
| Namibie                | Vera Looser (Instafund Racing)                             | Vera Looser (Instafund Racing)                            |                        |
| Norvège                | Vita Heine (Massi Tactic)                                  | Katrine Aalerud (Movistar Team)                           |                        |
| Nouvelle-Zélande       | Georgia Williams (Team BikeExchange)                       | Georgia Williams (Team BikeExchange)                      |                        |
| Ouzbekistan            | Yanina Kuskova                                             | Yanina Kuskova                                            |                        |
| Panama                 | Wendy Ducreux                                              | Cristina Mata                                             |                        |
| Pays-Bas               | Amy Pieters (SD Worx)                                      | Anna van der Breggen (SD Worx)                            |                        |
| Pologne                | Karolina Karasiewicz (TKK Pacific Toruń - Nestlé Fitness)  | Karolina Karasiewicz (TKK Pacific Toruń - Nestlé Fitness) |                        |
| Porto Rico             | Donelys Carino Rivera                                      | Donelys Carino Rivera                                     |                        |
| Portugal               | Maria Martins (Drops-Le Col)                               | Daniela Campos (Bizkaia-Durango)                          |                        |
| Pérou                  |                                                            | Mariana Rojas                                             |                        |
| Roumanie               | Georgeta Ungureanu                                         | Manuela Muresan                                           |                        |
| Royaume-Uni            | Pfeiffer Georgi (Team DSM)                                 | Anna Henderson (Jumbo-Visma Women Team)                   |                        |
| Russie                 | Seda Krylova                                               | Tamara Dronova (Cogeas-Mettler-Look Pro Cycling Team)     |                        |
| Rwanda                 | annulé/abandonné                                           | annulé/abandonné                                          |                        |
| Saint-Martin           | Susan Piscione                                             | Nicole Erato                                              |                        |
| Salvador               | Iris Diaz                                                  | Karen Umaña                                               |                        |
| Serbie                 | Jelena Erić (Movistar Team)                                | Sara Pocuca                                               |                        |
| Slovaquie              | Tereza Medvedová (Centre mondial du cyclisme)              | Nora Jenčušová (Bepink)                                   |                        |
| Slovénie               | Eugenia Bujak (Alé BTC Ljubljana)                          | Eugenia Bujak (Alé BTC Ljubljana)                         |                        |
| Suisse                 | Marlen Reusser (Alé BTC Ljubljana)                         | Marlen Reusser (Alé BTC Ljubljana)                        |                        |
| Suède                  | Carin Winell                                               | Nathalie Eklund (GT Krush Tunap)                          |                        |
| Tchéquie               | Tereza Neumanová (Centre mondial du cyclisme)              | Nikola Nosková (SD Worx)                                  |                        |
| Thaïlande              | Supaksorn Nuntana (Thailand Women's cycling team)          | Phetdarin Somrat (Thailand Women's cycling team)          |                        |
| Ukraine                |                                                            | Valeriya Kononenko (Colnago CM Team)                      |                        |
| Venezuela              | Wilmarys Moreno                                            | Wilmarys Moreno                                           |                        |

### Moins de 23 ans hommes
Sont espoirs les coureurs nés après le 1er janvier 1999. Cependant certaines fédérations n'admettent pas certains coureurs espoirs dans cette catégorie en fonction du statut de leur équipe.
| Pays               | Course en ligne                                              | Contre-la-montre                                  |
| ------------------ | ------------------------------------------------------------ | ------------------------------------------------- |
| Afrique du Sud     | Marc Pritzen (Qhubeka)                                       | Marc Pritzen (Qhubeka)                            |
| Albanie            | Mikel Demiri (UC Pistoiese)                                  | Mikel Demiri (UC Pistoiese)                       |
| Algérie            | Sadik Benganif (Groupement sportif des pétroliers)           |                                                   |
| Allemagne          | Kim Heiduk (Lotto-Kern-Haus)                                 | Michel Hessmann (Jumbo-Visma Development)         |
| Argentine          | Matías Pérez                                                 | Santiago Sánchez                                  |
| Aruba              |                                                              | Ruson Gonzalez                                    |
| Australie          | Thomas Benton (InForm TMX MAKE)                              | Carter Turnbull (InForm TMX MAKE)                 |
| Autriche           | Tobias Bayer (Alpecin-Fenix)                                 | Tobias Bayer (Alpecin-Fenix)                      |
| Belgique           | Maarten Verheyen (Home Solution-Soenens)                     | Lennert Van Eetvelt (Lotto-Soudal Development)    |
| Belize             | Shawn Codd (G-Flow)                                          | Eric Trapp (Westrac Alliance)                     |
| Biélorussie        |                                                              | Dzianis Mazur (BelAZ)                             |
| Bolivie            | José Aramayo                                                 | Eduardo Moyata                                    |
| Bosnie-Herzégovine | Sergej Maksimović (BSK Banja Luka)                           | Sergej Maksimović (BSK Banja Luka)                |
| Brésil             | Igor Molina                                                  | João Pedro Rossi (SwiftCarbon Pro Cycling Brazil) |
| Bulgarie           | Martin Papanov (KK Nessebar-Shokblaze)                       | Petar Dimitrov (KK Nessebar-Shokblaze)            |
| Burkina Faso       | Paul Daumont (AS Bessel)                                     |                                                   |
| Canada             | Carson Miles (TaG Cycling RT)                                | Tristan Jussaume (Aevolo)                         |
| Chili              | Héctor Quintana (MTB Quillón)                                | Héctor Quintana (MTB Quillón)                     |
| Colombie           | Esteban Guerrero (Colnago CM)                                | Víctor Ocampo (Colnago CM)                        |
| Costa Rica         | Jordan Rodríguez (7C-CBZ-Economy)                            | Luis Esteban Murillo (STS-Camaleón)               |
| Croatie            | Viktor Potočki (Ljubljana Gusto Santic)                      | Fran Miholjević (Cycling Team Friuli)             |
| Danemark           | Frederik Irgens (BHS-PL Beton Bornholm)                      | Johan Price-Pejtersen (Uno-X Pro)                 |
| Équateur           | Nixon Rosero (Federación Deportiva Del Carchi)               | Harold Martín López (Best PC Ecuador)             |
| Érythrée           | Ephrem Ghebrehiwet (Sembel Club)                             |                                                   |
| Espagne            | Iván Cobo (Lizarte)                                          | Igor Arrieta (Lizarte)                            |
| Estonie            | Rait Ärm (Continentale Groupama-FDJ)                         | Artjom Mirzojev (Ampler Development)              |
| États-Unis         | Sean McElroy (Aevolo)                                        | Michael Garrison (Hagens Berman Axeon)            |
| Finlande           | Antti-Jussi Juntunen (Akilles Green)                         | Markus Knaapi (Idrottsklubben)                    |
| France             | Valentin Retailleau (AG2R Citroën U23)                       | Kévin Vauquelin (VC Rouen 76)                     |
| Grande-Bretagne    | Fred Wright (Bahrain Victorious)                             | Leo Hayter (DSM Development)                      |
| Grèce              | Panagiótis Karatsivis (PGS Larissa)                          | Dimítrios Christakos (ASK Alpha)                  |
| Grenade            |                                                              | Karega Charles                                    |
| Guatemala          | Sergio Chumil (Ejército de Guatemala)                        | Sergio Chumil (Ejército de Guatemala)             |
| Honduras           | Christopher Díaz                                             | Christopher Díaz                                  |
| Indonésie          |                                                              | Prasetyo Firdaus (KFC)                            |
| Irlande            | John Buller (AC Bisontine)                                   | Kevin McCambridge (AVC Aix-en-Provence)           |
| Islande            | Kristinn Jónsson (HFR)                                       | Kristinn Jónsson (HFR)                            |
| Israël             | Oded Kogut (Israel Cycling Academy)                          | Oded Kogut (Israel Cycling Academy)               |
| Italie             | Gabriele Benedetti (Zalf Euromobil Fior)                     | Filippo Baroncini (Colpack-Ballan)                |
| Japon              | Naoki Kojima (Bridgestone)                                   | Shoi Matsuda (EQADS)                              |
| Kazakhstan         | Nurbergen Nurlykhassym (Vino-Astana Motors)                  | Igor Chzhan (Vino-Astana Motors)                  |
| Kosovo             | Blerton Nuha (KC Kastrioti)                                  | Blerton Nuha (KC Kastrioti)                       |
| Lettonie           | Pauls Rubenis (Ampler Development)                           | Rodžers Petaks (ZZK)                              |
| Lituanie           | Aivaras Mikutis (Ampler Development)                         | Rokas Kmieliauskas (KSM Gaja)                     |
| Luxembourg         | Arthur Kluckers (Leopard)                                    | Arthur Kluckers (Leopard)                         |
| Malaisie           | Wan Abdul Rahman Hamdan (Terengganu)                         | Muhammad Yusri Shaari (Perak)                     |
| Mexique            | Santiago Rojas (Tennis Stars)                                | Jorge Peyrot                                      |
| Mongolie           |                                                              | Ayush-Ochir Sugarmaa                              |
| Namibie            | Alex Miller                                                  | Alex Miller                                       |
| Nicaragua          | Jefferson Jerez (Priza)                                      |                                                   |
| Norvège            | Tord Gudmestad (Coop)                                        |                                                   |
| Nouvelle-Zélande   | Jack Drage (NZ Cycling Project)                              | Finn Fisher-Black (Jumbo-Visma Development)       |
| Panama             | Roberto Herrera (Panamá es Cultura y Valores)                | Roberto Herrera (Panamá es Cultura y Valores)     |
| Paraguay           | Fernando Ferreira                                            | Carlos Acuña                                      |
| Pays-Bas           | Tim van Dijke (Jumbo-Visma Development)                      | Mick van Dijke (Jumbo-Visma Development)          |
| Pérou              | Bill Toscano (Ciclismo Extremo Peruano)                      | Maximiliano Coila                                 |
| Pologne            | Mateusz Kostański (KK Tarnovia Tarnowo Podgórne)             | Filip Maciejuk (Leopard)                          |
| Porto Rico         | Abner González (Movistar)                                    |                                                   |
| Portugal           | Pedro Andrade (Hagens Berman Axeon)                          | Fábio Fernandes (Efapel)                          |
| République tchèque | Daniel Babor (Tufo-Pardus Prostějov)                         | Tomáš Kopecký (Acrog-Tormans)                     |
| Roumanie           | Andrei Ionut (CSUVT-Devron West)                             | Serban Luncan (Torpedo-CarCover EG CA)            |
| Russie             | Andrei Stepanov (Tyumen Region)                              | Konstantin Nekrasov (Moscow Region)               |
| Salvador           | Brandon Rodríguez (Express Parts)                            | Brandon Rodríguez (Express Parts)                 |
| Singapour          |                                                              | Arfan Faisal (JD Development Project)             |
| Slovaquie          | Tobias Vančo (Dukla Banská Bystrica)                         | Lukáš Kubiš (Dukla Banská Bystrica)               |
| Slovénie           | Matevž Govekar (Tirol-KTM)                                   | Anže Skok (Ljubljana Gusto Santic)                |
| Suède              | Linus Kvist                                                  |                                                   |
| Suisse             | Valère Thiébaud (Cogeas-Sogecoma-Akros)                      | Valère Thiébaud (Cogeas-Sogecoma-Akros)           |
| Thaïlande          |                                                              | Thanakhan Chaiyasombat (Thailand Continental)     |
| Turquie            | Halil İbrahim Doğan (Spor Toto)                              | Halil İbrahim Doğan (Spor Toto)                   |
| Ukraine            | Maksym Bilyi                                                 | Kyrylo Tsarenko (SC Golden Wheels)                |
| Uruguay            | Gabriel Ochoa (Audax Flores)                                 |                                                   |
| Venezuela          | Airton Cabral (Escuela William García-Fundanacho-Anzoátegui) | Jeison Rujano (Osorio Group)                      |